# Leptotarsus perornatus
Leptotarsus perornatus là một loài ruồi trong họ Ruồi hạc (Tipulidae). Chúng phân bố ở vùng Tân nhiệt đới.